# Trương Xán
Trương Xán (chữ Hán: 張燦, 1227 - ?) là Trạng nguyên thứ 3 trong lịch sử khoa cử của Việt Nam.
Ông quê ở xã Hoành Bồ, huyện Quảng Trạch, châu Bố Chính, nay là huyện Quảng Trạch, tỉnh Quảng Bình. Tuy nhiên, chú thích số 763 của Đại Việt Sử ký Toàn thư lại chép rằng ...Quốc Lặc người huyện Thanh Lâm (châu Hồng); Trương Xán người huyện Tế Giang (lộ Bắc Giang); Trần Uyên người huyện Đường Hào (châu Hồng)... Do người đỗ Trại trạng nguyên phải sinh sống từ khu vực Hoan Châu, Diễn Châu (Thanh Hóa - Nghệ An) trở vào nên có thể là do nguyên quán của Trương Xán là Tế Giang, Bắc Giang nhưng đã chuyển vào Hoành Bồ, Quảng Trạch sinh sống.
Tháng hai năm Nguyên Phong thứ sáu (1256), đời vua Trần Thái Tông, Trương Xán đỗ Trại trạng nguyên cùng với Kinh trạng nguyên Trần Quốc Lặc, bảng nhãn Chu Hinh (朱馨), thám hoa lang Trần Uyên (陳淵). Khoa thi này là khoa thi đầu tiên phân ra kinh và trại trạng nguyên của nhà Trần, với 43 người thi đỗ thái học sinh, trong đó 42 người thuộc khu vực từ Ninh Bình trở ra.
Ông làm quan đến chức Hàn lâm Học sĩ.

## Tôn vinh
Một số làng chài đã lập đền thờ ông coi như một vị Phúc thần chuyên cứu giúp những người đi biển.
Trương Xán được hậu thế tôn vinh tại di tích nhà thờ họ Trương Việt Nam thuộc thị trấn Thiên Tôn, thành phố Hoa Lư, Ninh Bình. Đền Trương là nơi thờ những người họ Trương đã khuất tại ban thờ công đồng, trong hậu cung có tượng thờ Ngọc Hoàng Thượng đế (Trương Hữu Nhân) và các danh nhân họ Trương tiêu biểu nhất thời phong kiến ở 3 miền Việt Nam gồm:
- Bên tả có tượng thờ 7 vị quan văn: Trương Hán Siêu (Thái phó thời Trần, người Ninh Bình), Trương Hanh (Trạng nguyên thời Trần, người Hải Dương), Trương Xán (Trạng nguyên thời Trần, người Quảng Bình), Trương Công Giai (Thượng thư thời Hậu Lê, người Hà Nam), Trương Đăng Quế (Thái sư thời Nguyễn, người Quảng Ngãi), Trương Quốc Dụng (Đông các học sĩ thời Nguyễn, người Hà Tĩnh), Trương Công Hy (Thượng thư thời Tây Sơn, người Quảng Nam).
- Bên hữu có tượng thờ 7 vị quan võ: Trương Hống (Tướng của Triệu Việt Vương, người Bắc Ninh), Trương Hát (Tướng của Triệu Việt Vương, người Bắc Ninh), Trương Nữu (Đại tư mã của Phùng Hưng, người Hải Phòng), Trương Ma Ni (Tăng lục võ sư thời Đinh, người Ninh Bình), Trương Chiến (Tướng nhà Lê, người Thanh Hóa), Trương Minh Giảng (Đại tướng quân thời Nguyễn, người Sài Gòn), Trương Công Định (Anh hùng thủ lĩnh chống Pháp, người Tiền Giang).

Ngoài ra Quần thể nhà thờ họ Trương Việt Nam cũng có ban thờ mẫu và nhiều công trình kiến trúc khác như nhà đa năng, tả vu, hữu vu, cổng tứ trụ, hồ bán nguyệt, gác trống, gác chuông được xây dựng trong 4 năm từ 2016 đến 2019.